# Četvёrtyj
Četvёrtyj (Четвёртый) è un film del 1972 diretto da Aleksandr Borisovič Stoller.

## Trama
Il film racconta di un giornalista americano che deve fare una scelta difficile: pubblicizzare i piani dei sostenitori della guerra, avendo perso tutti i benefici della sua vita o ritirarsi.